# Амаяпуя
Амаяпуя, Амарапу́ра (бирм. အမရပူရမြို့, амайапуйа «Город бессмертия») — город в районе Мандалай, округ Мандалай, Мьянма, 11 км к югу от города Мандалай. Называется также Таунмьёу (южный город), в отличие от Мандалая, являющегося северным городом. Сейчас фактически слился с Мандалаем.
Город основан в 1783 году царём Бодопайей из династии Конбаун, как новая столица. Здесь в 1795 году царь принимал первое британское посольство в Бирму. Его сын Баджидо перенёс двор обратно в Аву в 1823 году.
С 1841 по 1857 годы царь Миндон снова сделал Амаяпую столицей, но к 1860-му перенёс столицу в Мандалай, основав новый город. Было собрано большое количество слонов, на которых переносили стройматериалы и разбирали сооружения, так что мало что осталось от королевского дворца. Фактически весь город разобрали на стройматериалы, также при строительстве железной дороги.
Сейчас город знаменит ремёслами — шёлком для парадных лонджи, одеждой и бронзовыми изделиями. Туристы, приезжая в Мандалай, часто посещают и Амаяпую.

## Достопримечательности

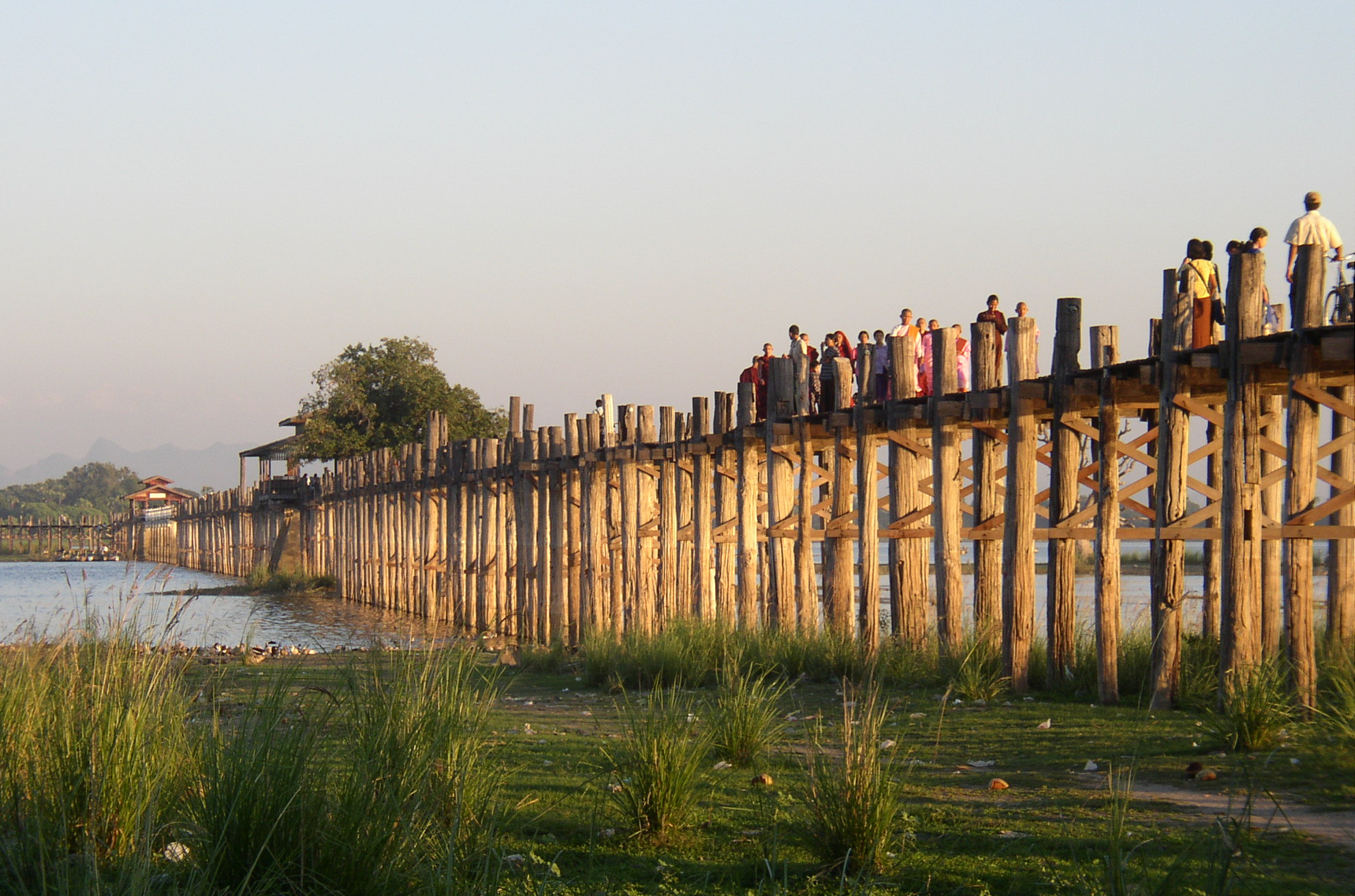
Мост У-Бейн

- Ступа Патододжи, которую построил король Бодопайя за городской стеной в 1820[5]
- Багайя Чьяун — деревянный монастырь, который основал царь Миндон
- Мост У-Бейн — мост длиной 1,2 км, самый большой деревянный мост в мире через озеро, построен, используя колонны старого дворца при переносе столицы
- Чьяутоджи-Пайя — ступа, которую построил царь Миндон в 1847 году
- Руины дворца и могила царя Бодопайи и его сына, остатки старого рва
- Маха-Гандхаён Чьяун — большой современный монастырь с сотнями монахов

В 1800 году буддийская делегация из Шри-Ланки получила в этом городе высшую ординацию и основала подшколу Амарапура-никая.